# Quelle joie de vivre
Pour les articles homonymes, voir Quelle joie de vivre (film, 1938).
Pour plus de détails, voir Fiche technique et Distribution.
Quelle joie de vivre (Che gioia vivere) est un film franco-italien de René Clément sorti en 1961.

## Synopsis
À Rome en 1922, Ulisse et Turiddu, qui ont grandi ensemble dans un orphelinat, s'inscrivent au parti fasciste faute de pouvoir trouver du travail. La première mission qui leur est confiée conduit Ulisse à l'imprimerie Fossati, où il se fait engager comme apprenti. Il entre ainsi dans une famille d'anarchistes qui le mue en héros malgré lui, pour l'amour de la cadette, la belle Franca. Mais à l'heure où il doit faire un choix décisif, Ulisse n'obéit à aucun des deux camps, quitte à risquer sa vie au nom de sa propre idée de la liberté.

## Fiche technique
- Titre italien : Che gioia vivere
- Titre français : Quelle joie de vivre
- Réalisation : René Clément, assisté de Gianfranco Mingozzi
- Scénario : Leonardo Benvenuti, Pierre Bost, René Clément et Piero De Bernardi, d'après une idée de Gualtiero Jacopetti
- Photographie : Henri Decaë
- Montage : René Clément, Madeleine Lecompère, Ferdora Zincone
- Cadrage : Franco Villa
- Son : Amelio Verona
- Décors : Piero Zuffi
- Costumes : Pier Luigi Pizzi
- Musique : Angelo Francesco Lavagnino
- Pays d'origine : Italie et France
- Langue de tournage : italien
- Producteur : RIRE-Tempo Film, Francinex
- Format : noir et blanc — 35 mm — 2.35:1 (Dyaliscope) — monophonique
- Genre : comédie
- Durée : version française : 112 minutes ; version courte italienne : 112 minutes ; version longue italienne : 132 minutes
- Dates de sortie :
  - 11 mai 1961 en France (Festival de Cannes)
  - 29 février 2012 pour la version longue italienne en France

## Distribution
- Alain Delon : Ulisse Cecconato
- Barbara Lass : Franca Fossati
- Gino Cervi  (VF : Jacques Eyser) : Olinto Fossati
- Rina Morelli  (VF : Helene Tossy) : Rosa Fossati
- Carlo Pisacane  (VF : Fred Pasquali) : le grand-père
- Giampiero Littera  (VF : Jacques Marin) : Turiddu
- Paolo Stoppa (VF : Pasquali[Qui ?]) : le coiffeur
- Ugo Tognazzi  (VF : Michel Gatineau) : l'anarchiste-terroriste activiste 1
- Aroldo Tieri  (VF : Michel Roux) : l'anarchiste-terroriste activiste 2
- Didi Perego : Isabella, l'anarchiste activiste
- Luigi Giuliani : Velivolo Fossati
- Jacques Stany : Universo Fossati
- Stefano Valle : Sanguesparso Fossati
- Annibale Ninchi : le professeur
- Leopoldo Trieste : l'artiste anarchiste
- Nanda Primavera : Margherita, la femme du coiffeur
- Nando Bruno  (VF : Jean-Henri Chambois) : le brigadier
- Enzo Maggio : un détenu
- Franco Speziali : padre Ignazio
- Robert Hundar  (VF : François Chaumette) : le chef anarchiste
- Luigi Visconti/Fanfulla : le ministre
- Gastone Moschin  (VF : Christian Marin) : le curé
- Luciano Bonanni : le vendeur de marmites
- Paolo Giusti

## Distinctions
- Festival de Cannes 1961 : sélection officielle, en compétition

## Critiques
Pour le magazine Télé Loisirs, Quelle joie de vivre est « une comédie brillante qui tourne au drame lorsqu'elle parle de fascisme et de violence. Alain Delon, qui retrouvait le metteur en scène de Plein Soleil, est excellent ».